# Merizocera tanintharyi
Merizocera tanintharyi es una especie de araña araneomorfa del género Merizocera, familia Psilodercidae. Fue descrita científicamente por Li en 2020.
Habita en Birmania. El holotipo masculino mide 1,76 mm y el paratipo femenino 1,66 mm.